# Rihards Kuksiks
Rihards Kuksiks (Riga, 17 luglio 1988) è un cestista lettone.

## Carriera
Con la Lettonia ha disputato due edizioni dei Campionati europei (2011, 2013).

## Palmarès

### Club
- Campionato ucraino: 1

Budivelnyk Kiev: 2012-13

### Individuale
- LKL Three-point Shootout: 2

2022, 2023